# Cécile de France
Cécile de France (Namur, 17. srpnja 1975.) je belgijska glumica.

## Životopis
Cécile de France igrala je na početku svoje glumačke karijere u kazalištu.
Od godine 1990. nastavlja završavati glumačku školu kod Jean-Michel Frèrea. 2000., sa samo 17 godina seli se u Francusku i nastavlja svoju filmsku karijeru u mnogobrojnim ulogama.

## Filmografija
- Kad sam bio pjevač (2006.),
- Fauteuils d'orchestre (2006.),
- Les Poupées russes (2005.),
- Put oko svijeta za 80 dana (2004.),
- Haute Tension (2003.),
- Irène (2002.),
- L'Auberge espagnole (2002.).
- Chinese Puzzle (2013.)
- Möbius (2013.)

## Vanjske poveznice
- Osobna web stranica  Arhivirana inačica izvorne stranice od 18. kolovoza 2015. (Wayback Machine)
- Filmografija na stranicama uniFrance
- Filmografija na stranicama IMDB